# 岐阜県道63号美濃加茂和良線
岐阜県道63号美濃加茂和良線 （ぎふけんどう63ごう みのかもわらせん）は、岐阜県美濃加茂市太田町から岐阜県郡上市和良町三庫に至る県道（主要地方道）である。

## 概要

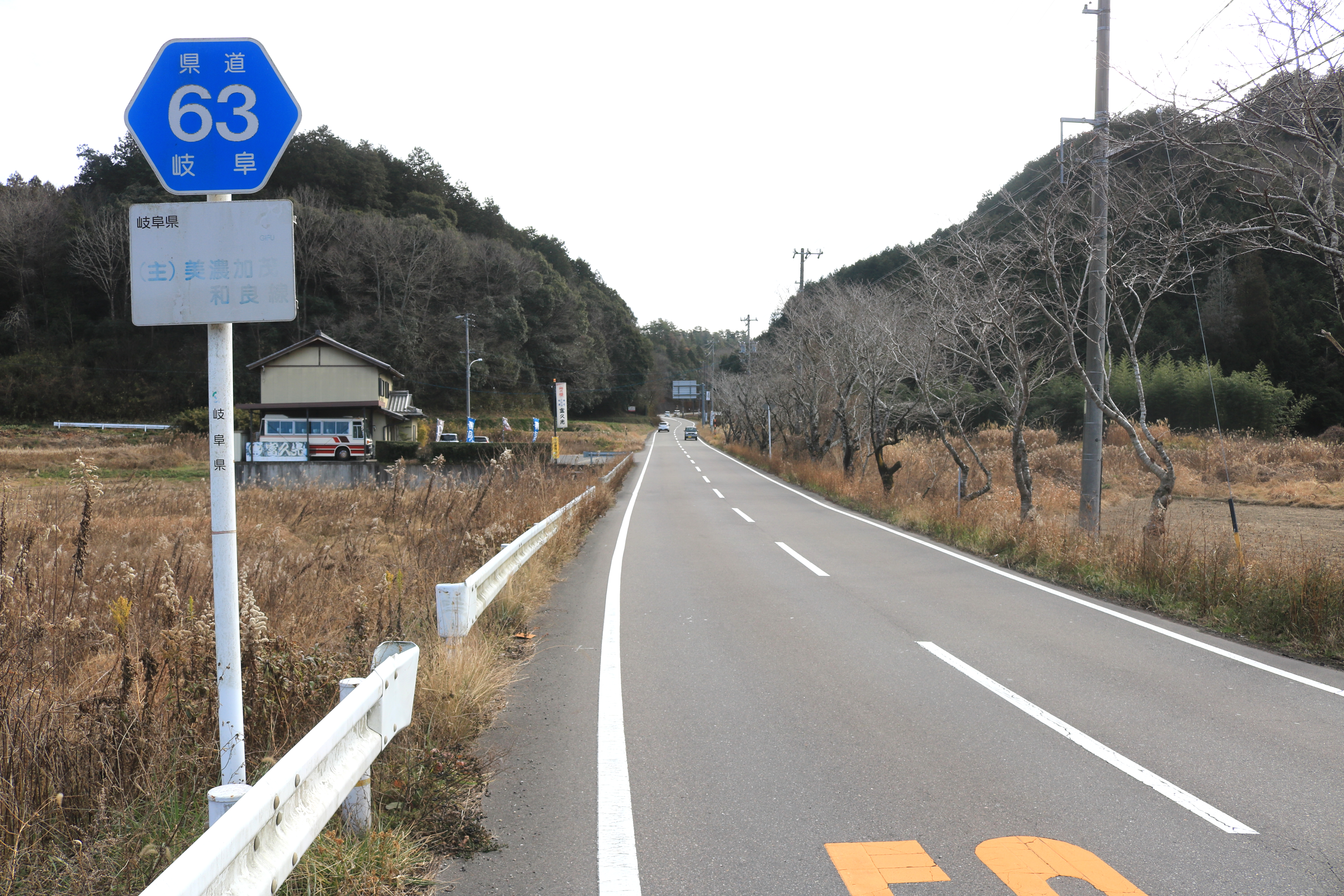
岐阜県道63号美濃加茂和良線、関市神野にて

美濃加茂市太田町（加茂川町1交差点）を起点に、国道41号美濃加茂バイパスの側道として北に進む。JR高山本線の踏切を渡ると高山本線と長良川鉄道越美南線の間を西に200mほど進んで、北に方向を変えて、長良川鉄道の踏切を渡る。美濃加茂市蜂屋町、伊深町を経て、関市に入る。関市の神野交差点から若栗交差点までは岐阜県道58号関金山線と重複している。関市と合併した旧武儀郡武儀町、旧上之保村の中心部を通り、やがて郡上市八幡町（旧郡上郡八幡町）野々倉地区に入る。野々倉地区は旧八幡町の中心部からはかなり離れている。野々倉地区からつづら折りを越えると郡上市和良町（旧和良村）に入り、郡上市和良町三庫の国道256号が終点。

### 路線データ
- 起点：岐阜県美濃加茂市 加茂川町1交差点
- 終点：岐阜県郡上市和良町三庫（国道256号交点）
- 総延長：46.57 km
- 実延長：45.267 km[1]

## 歴史
- 1993年（平成5年）5月11日 - 建設省から、県道美濃加茂和良線が美濃加茂和良線として主要地方道に指定される[2]。

## 路線状況

### 重複区間
- 岐阜県道58号関金山線（関市 神野交差点・若栗交差点間）
- 岐阜県道80号美濃川辺線（関市 下之保・殿村交差点間）
- 岐阜県道329号美並和良明宝線（郡上市八幡町野々倉・和良町三庫間）

### 道路施設
道の駅
- 道の駅平成（関市）：岐阜県道58号関金山線との重複区間

## 地理
途中、ゴルフ場が多く点在する。

### 通過する自治体
- 岐阜県
  - 美濃加茂市
  - 関市
  - 郡上市

### 交差する道路
- 国道41号（名濃バイパス・美濃加茂バイパス）（美濃加茂市 加茂川町1交差点）
- 国道21号・国道248号（太田バイパス）（美濃加茂市 太田町北一中交差点）
- 国道418号（美濃加茂市 上蜂屋東交差点）
- 岐阜県道97号富加七宗線（美濃加茂市 関也交差点）
- 岐阜県道58号関金山線（関市 神野交差点、関市 若栗交差点）
- 岐阜県道286号神野美濃線（関市神野）
- 岐阜県道80号美濃川辺線（関市下之保、関市 殿村交差点）
- 岐阜県道325号大原富之保線（関市富之保）
- 岐阜県道85号金山上之保線（関市上之保）
- 岐阜県道329号美並和良明宝線（郡上市八幡町野々倉）
- 国道256号（郡上市和良町三庫）

### 周辺
- 美濃加茂郵便局
- 加茂警察署蜂屋交番
- 美濃加茂市立伊深小学校
- 正眼短期大学
- 正眼寺
- 道の駅平成
- 関市立津保川中学校
- 武儀郵便局
- 一柳城跡
- 関市立上之保保育園
- 上之保郵便局
- 関市立上之保小学校